# Gary Hardgrave
Gary Douglas Hardgrave (ur. 5 stycznia 1960 roku w Caringbah, Nowa Południowa Walia) – polityk australijski. 
Administrator Wyspy Norfolk od 6 października 2014 roku.